# Nagykozár
Nagykozár é um município da Hungria, situado no condado de Baranya. Tem 11,17 km² de área e sua população em 2019 foi estimada em 1.995 habitantes.